# Interregionale 1976
L'edizione 1976 è stata l'ottava edizione del campionato F.I.G.C.F. dell'Interregionale femminile italiano di calcio. Corrisponde al campionato 1975-1976 del calcio maschile.
Il campionato è iniziato il 25 aprile 1976 ed è terminato il 31 ottobre 1976 con l'assegnazione del titolo di campione Interregionale 1976 alla U.S.F. Salernitana di Salerno.

## Stagione

### Novità
Variazioni prima dell'inizio del campionato:
cambio di denominazione e sede:
- da "L.C. Confezioni Sport Biella" ad "A.C.F. Red Line Biella" di Biella,
- da "C.F. Grazioli Giocattoli" a "C.F. Vetrerie Accorsi" di Canneto sull'Oglio,
- da "S.S. Fiamma Ceraso" a "S.S. Fiamma Ceraso Caimex" di Monza,
- da "C.F. La Brianzola" a "C.F. La Brianzola Mobili Bassano" di Osnago,
- da "A.C.F. Conegliano De Nardi Serrande" ad "A.C.F. B.P. Lampadari Conegliano" di Conegliano,
- da "A.C.F. Edisal Floor Moquettes" ad "A.C.F. Verona" di Verona,
- da "A.C.F. Poltronificio Dall'Oca" di Ferrara ad "A.C.F. Poltronificio Dall'Oca Terme" di Battaglia Terme,
- da "F.F. Intemelio Genova 70" di Genova a "F.F. Sanremo Genova 70" di Sanremo,
- da "A.C.F. Pavia" ad "A.C.F. Niagara Pavia" di Pavia,
- da "A.C. Aurora Inter Club" ad "A.C.F. Aurora Casalpusterla" di Casalpusterlengo,
- da "A.C.F. Roma Prati Dinamo" ad "A.C.F. Roma Italparati" di Roma,
- da "U.S.C.F. La Colombo" a "U.S.C.F. Naddeo Renault Nettuno" di Nettuno,
- da "G.S.F. Lagostina Ascoli" a "G.S.F. Ascoli" di Ascoli Piceno,
- da "A.C.F. Pesaro Salotti Raffaello" ad "A.C.F. Pesaro Ceramica Adriatica" di Pesaro,
- da "S.C. The New Girls" ad "A.C.F. Bastia" di Bastia Umbra,
- da "C.F. I. e A. De Dominicis Mobili" ad "A.C.F. Teramo" di Teramo,
- da "G.S. Bari" a "G.S.F. Bari" di Bari;

hanno rinunciato al campionato di Interregionale:
- "A.C.F. Collegno" di Collegno,
- "F.C.F. Real Torino" di Torino,
- "A.C.F. Borgomanero Mobili Albertinazzi" di Borgomanero,
- "A.C.F. Cusiana Toce" di Omegna,
- "A.C.F. Agostini Viareggio" di Viareggio,
- "A.C.F. Ravenna Resin Plast" di Ravenna,
- "A.C.F. Lazio" di Roma,
- "A.S.F. La Secura Assicurazioni" di Roma,
- "G.S.G. Astro Preneste" di Roma,
- "A.C.F. Taranto" di Taranto,
- "A.C. Audace Electrolux" di Lecce.

### Formula
Vi hanno partecipato 50 squadre divise in sei gironi. La prima classificata di ognuno dei sei gironi è ammessa alle semifinali per il titolo e la promozione in Serie A, dove sono promosse le due finaliste. Non sono previste retrocessioni in Serie C (regionale) perché il Comitato Nazionale Gare ha mantenuto aperto il ruolo del campionato anche alle squadre di Serie C. In questa stagione, a parità di punti, le squadre sono classificate tenendo conto della migliore differenza reti generale. In caso di assegnazione di un titolo sportivo (ammissione alle finali) non si teneva conto della differenza reti ma si doveva disputare una gara di spareggio.

## Girone A

### Squadre partecipanti
| Club                   | Città      | Stagione 1975                |
| ---------------------- | ---------- | ---------------------------- |
| F.C.F. Alta Italia     | Cuneo      | 3º posto in Interregionale/A |
| F.C.F. Aosta           | Aosta      | ?                            |
| S.S. Ardita Leumann    | Leumann    | 5º posto in Interregionale/A |
| A.C.F. Asti            | Asti       | 4º posto in Interregionale/A |
| F.C.F. Aymavilles      | Aymavilles | 6º posto in Interregionale/A |
| Cori S.C.F.            | Torino     | 1º posto in Interregionale/A |
| A.C.F. Red Line Biella | Biella     | 2º posto in Interregionale/B |
| G.S. Verrès            | Verrès     | ?                            |

### Classifica finale
|  | Pos. | Squadra         | Pt | G  | V  | N | P  | GF | GS | DR  |
|  | ---- | --------------- | -- | -- | -- | - | -- | -- | -- | --- |
|  | 1.   | Asti            | 26 | 14 | 12 | 2 | 0  | 47 | 8  | +39 |
|  | 2.   | Red Line Biella | 21 | 14 | 8  | 5 | 1  | 50 | 8  | +42 |
|  | 3.   | Cori            | 16 | 14 | 8  | 3 | 3  | 33 | 16 | +17 |
|  | 4.   | Alta Italia     | 16 | 14 | 6  | 4 | 4  | 21 | 16 | +5  |
|  | 5.   | Aosta           | 11 | 14 | 4  | 3 | 7  | 28 | 32 | -4  |
|  | 6.   | Ardita Leumann  | 10 | 14 | 4  | 2 | 8  | 14 | 26 | -12 |
|  | 7.   | Aymavilles      | 8  | 14 | 3  | 2 | 9  | 7  | 27 | -20 |
|  | 8.   | Verrès          | 1  | 14 | 0  | 1 | 13 | 3  | 70 | -67 |

Legenda:
 Ammessa agli spareggi per la promozione in Serie A.
Note:
Due punti a vittoria, uno a pareggio, zero a sconfitta.
L'Aymavilles ha successivamente rinunciato al campionato di Interregionale.

## Girone B

### Squadre partecipanti
| Club                             | Città                      | Stagione 1975                |
| -------------------------------- | -------------------------- | ---------------------------- |
| A.C.F. Aurora                    | Comun Nuovo                | 8º posto in Interregionale/C |
| A.C.F. Bognanco Domodossola      | Domodossola                | 2º posto in serie B piemonte |
| C.S. Castrezzato                 | Castrezzato                | 9º posto in Interregionale/C |
| S.S. Fiamma Ceraso Caimex        | Monza                      | 3º posto in Interregionale/B |
| C.F. La Brianzola Mobili Bassano | Osnago                     | 7º posto in Interregionale/C |
| A.C.F. Pero Estintori Meteor     | Pero                       | 4º posto in Interregionale/C |
| C.F.C. Pippo Brasilen Sport      | Castiglione delle Stiviere | 5º posto in Interregionale/C |
| A.C.F. Primule Sala              | Sala di Calolziocorte      | 2º posto in Interregionale/C |
| C.F. Vetrerie Accorsi            | Canneto sull'Oglio         | 3º posto in Interregionale/C |

### Classifica finale
|  | Pos. | Squadra                     | Pt | G  | V  | N | P  | GF | GS | DR  |
|  | ---- | --------------------------- | -- | -- | -- | - | -- | -- | -- | --- |
|  | 1.   | Primule Sala                | 27 | 16 | 12 | 3 | 1  | 42 | 4  | +38 |
|  | 2.   | Aurora Comun Nuovo          | 24 | 16 | 11 | 2 | 3  | 36 | 20 | +16 |
|  | 3.   | Vetrerie Accorsi            | 22 | 16 | 10 | 2 | 4  | 33 | 19 | +14 |
|  | 4.   | Fiamma Ceraso Caimex        | 17 | 16 | 6  | 5 | 5  | 16 | 18 | -2  |
|  | 5.   | Pero Estintori Meteor       | 15 | 16 | 4  | 7 | 5  | 22 | 23 | -1  |
|  | 6.   | Bognanco Domodossola        | 13 | 16 | 4  | 5 | 7  | 26 | 28 | -2  |
|  | 7.   | La Brianzola Mobili Bassano | 11 | 16 | 3  | 5 | 8  | 18 | 28 | -10 |
|  | 8.   | Castrezzato                 | 11 | 16 | 3  | 5 | 8  | 16 | 30 | -14 |
|  | 9.   | Pippo Brasilen Sport (-2)   | 2  | 16 | 1  | 2 | 13 | 11 | 40 | -29 |

Legenda:
 Ammessa agli spareggi per la promozione in Serie A.
Note:
Due punti a vittoria, uno a pareggio, zero a sconfitta.
Il Pippo Brasilen Sport ha scontato 2 punti di penalizzazione per due rinunce.
La Brianzola Mobili Bassano e il Pippo Brasilen Sport hanno successivamente rinunciato al campionato di Interregionale.

## Girone C

### Squadre partecipanti
| Club                                | Città               | Stagione 1975                |
| ----------------------------------- | ------------------- | ---------------------------- |
| A.C.C.F. Azzurra                    | Castelfranco Veneto | 3º posto in Interregionale/D |
| A.C.F. Azzurrina                    | Premariacco         | ?                            |
| A.C.F. B.P. Lampadari Conegliano    | Conegliano          | 2º posto in Interregionale/D |
| A.C.F. Belluno                      | Belluno             | 5º posto in Interregionale/D |
| A.S.F. Gardalago Peschiera          | Peschiera del Garda | 6º posto in Interregionale/D |
| A.C.F. Poltronificio Dall'Oca Terme | Battaglia Terme     | 3º posto in Interregionale/E |
| A.C.F. Pordenone                    | Pordenone           | 3º posto in Interregionale/D |
| A.C.F. Verona                       | Verona              | 1º posto in Interregionale/D |

### Classifica finale
|  | Pos. | Squadra                      | Pt   | G  | V  | N  | P  | GF | GS | DR  |
|  | ---- | ---------------------------- | ---- | -- | -- | -- | -- | -- | -- | --- |
|  | 1.   | Pordenone                    | 20   | 12 | 10 | 0  | 2  | 28 | 6  | +22 |
|  | 2.   | Azzurra                      | 17   | 12 | 6  | 5  | 1  | 21 | 11 | +10 |
|  | 3.   | B.P. Lampadari Conegliano    | 14   | 12 | 4  | 6  | 2  | 14 | 10 | +4  |
|  | 4.   | Verona Ritt Jeans            | 11   | 12 | 4  | 3  | 5  | 15 | 19 | -4  |
|  | 5.   | Poltronificio Dall'Oca Terme | 9    | 12 | 3  | 3  | 6  | 8  | 14 | -6  |
|  | 6.   | Belluno                      | 8    | 12 | 2  | 4  | 6  | 9  | 17 | -8  |
|  | 7.   | Gardalago Peschiera          | 5    | 12 | 1  | 3  | 8  | 10 | 28 | -18 |
|  | --   | Azzurrina                    | Rit. | -- | -- | -- | -- | -- | -- | --  |

Legenda:
 Ammessa agli spareggi per la promozione in Serie A.
      Ritirata dal campionato
Note:
Due punti a vittoria, uno a pareggio, zero a sconfitta.
L'Azzurrina si è ritirata dal campionato il 30 aprile a calendario già compilato.
Il Gardalago Peschiera ha successivamente rinunciato al campionato di Interregionale.

## Girone D

### Squadre partecipanti
| Club                        | Città                | Stagione 1975                |
| --------------------------- | -------------------- | ---------------------------- |
| A.C.F. Aurora Casalpusterla | Casalpusterlengo     | 6º posto in Interregionale/C |
| Pol. Intrepida Gillardo     | Millesimo            | 1º posto in Serie B Piemonte |
| A.C.F. Livorno              | Livorno              | ?                            |
| C.F. Marina di Massa        | Marina di Massa      | ?                            |
| A.C.F. Niagara Pavia        | Pavia                | 6º posto in Interregionale/B |
| U.S.F. Ponte Buggianese     | Ponte Buggianese     | ?                            |
| F.F. Sanremo Genova 70      | Sanremo              | 1º posto in Interregionale/A |
| U.S. Sampierdarenese        | Genova Sampierdarena | 1º posto in Interregionale/B |

### Classifica finale
|  | Pos. | Squadra              | Pt | G  | V | N | P  | GF | GS | DR  |
|  | ---- | -------------------- | -- | -- | - | - | -- | -- | -- | --- |
|  | 1.   | Livorno              | 23 | 14 | 9 | 5 | 0  | 30 | 10 | +20 |
|  | 2.   | Niagara Pavia        | 20 | 14 | 8 | 4 | 2  | 23 | 11 | +12 |
|  | 3.   | Sampierdarenese      | 19 | 14 | 7 | 5 | 2  | 21 | 8  | +13 |
|  | 4.   | Marina di Massa (-1) | 12 | 14 | 5 | 3 | 6  | 15 | 15 | 0   |
|  | 5.   | Sanremo Genova 70    | 10 | 14 | 4 | 2 | 8  | 17 | 25 | -8  |
|  | 6.   | Ponte Buggianese     | 10 | 14 | 4 | 2 | 8  | 14 | 25 | -11 |
|  | 7.   | Intrepida Gillardo   | 10 | 14 | 3 | 4 | 7  | 7  | 19 | -12 |
|  | 8.   | Aurora Casalpusterla | 7  | 14 | 3 | 1 | 10 | 15 | 29 | -14 |

Legenda:
 Ammessa agli spareggi per la promozione in Serie A.
Note:
Due punti a vittoria, uno a pareggio, zero a sconfitta.
Il Marina di Massa ha scontato 1 punto di penalizzazione per una rinuncia.
L'Intrepida Gillardo ha successivamente rinunciato al campionato di Interregionale.

## Girone E

### Squadre partecipanti
| Club                             | Città                | Stagione 1975                |
| -------------------------------- | -------------------- | ---------------------------- |
| A.C.F. Anconitana Soldissimo     | Ancona               | ?                            |
| G.S.F. Ascoli                    | Ascoli Piceno        | 5º posto in Interregionale/F |
| A.C.F. Bastia                    | Bastia Umbra         | 6º posto in Interregionale/E |
| G.S. China Gambacciani Progresso | Montelupo Fiorentino | 2º posto in Interregionale/E |
| U.S.C.F. Naddeo Renault Nettuno  | Nettuno              | 7º posto in Interregionale/F |
| A.C.F. Pesaro Ceramica Adriatica | Pesaro               | 4º posto in Interregionale/E |
| A.C.F. Roma Campidoglio          | Roma                 | 4º posto in Interregionale/F |
| A.C.F. Roma Italparati           | Roma                 | in Serie B laziale           |
| A.C.F. Teramo                    | Teramo               | 6º posto in Interregionale/F |

### Classifica finale
|  | Pos. | Squadra                        | Pt | G  | V  | N | P  | GF | GS | DR  |
|  | ---- | ------------------------------ | -- | -- | -- | - | -- | -- | -- | --- |
|  | 1.   | Roma Italparati                | 27 | 16 | 11 | 5 | 0  | 36 | 8  | +28 |
|  | 2.   | Naddeo Renault Nettuno         | 25 | 16 | 10 | 5 | 1  | 31 | 12 | +19 |
|  | 3.   | Roma Campidoglio               | 21 | 16 | 7  | 7 | 2  | 21 | 14 | +7  |
|  | 4.   | China Gambacciani Progresso    | 17 | 16 | 5  | 7 | 4  | 16 | 11 | +5  |
|  | 5.   | Ascoli                         | 16 | 16 | 5  | 6 | 5  | 22 | 20 | +2  |
|  | 6.   | Pesaro Ceramica Adriatica (-1) | 14 | 16 | 4  | 7 | 5  | 15 | 18 | -3  |
|  | 7.   | Anconitana Soldissimo          | 9  | 16 | 2  | 5 | 9  | 12 | 27 | -15 |
|  | 8.   | Bastia (-1)                    | 9  | 16 | 4  | 2 | 10 | 12 | 29 | -17 |
|  | 9.   | Teramo                         | 4  | 16 | 2  | 0 | 14 | 6  | 32 | -26 |

Legenda:
 Ammessa agli spareggi per la promozione in Serie A.
Note:
Due punti a vittoria, uno a pareggio, zero a sconfitta.
Il Bastia' e il Pesaro Ceramica Adriatica hanno scontato 1 punto di penalizzazione per una rinuncia.
Il China Gambacciani Progresso, l'Ascoli, il Bastia e il Teramo hanno successivamente rinunciato al campionato di Interregionale.

## Girone F

### Squadre partecipanti
| Club                             | Città           | Stagione 1975                |
| -------------------------------- | --------------- | ---------------------------- |
| F.B.C. Apulia Bitonto            | Bitonto         | 3º posto in Interregionale/G |
| A.C.F. Ars Nova Fasano           | Fasano          | ?                            |
| A.C.F. Avellino                  | Avellino        | 6º posto in Interregionale/G |
| G.S.F. Bari                      | Bari            | 1º posto in Interregionale/G |
| A.C.F. Foggia                    | Foggia          | 2º posto in Interregionale/G |
| C.F. Jolly Componibili Cutispoti | Catania         | 1º posto in Interregionale/H |
| C.C.F. Messina                   | Messina         | ?                            |
| A.C.F. Reggina                   | Reggio Calabria | 5º posto in Interregionale/G |
| U.S.F. Salernitana               | Salerno         | 3º posto in Interregionale/F |

### Classifica finale
|  | Pos. | Squadra                     | Pt | G  | V  | N | P  | GF | GS | QR  |
|  | ---- | --------------------------- | -- | -- | -- | - | -- | -- | -- | --- |
|  | 1.   | Salernitana                 | 26 | 16 | 12 | 2 | 2  | 44 | 13 | +31 |
|  | 2.   | Messina                     | 25 | 16 | 12 | 1 | 3  | 24 | 8  | +16 |
|  | 3.   | Ars Nova Fasano             | 22 | 16 | 8  | 6 | 2  | 23 | 13 | +10 |
|  | 4.   | Apulia Bitonto (-1)         | 18 | 16 | 9  | 1 | 6  | 21 | 17 | +4  |
|  | 5.   | Jolly Componibili Cutispoti | 17 | 16 | 5  | 7 | 4  | 23 | 14 | +9  |
|  | 6.   | Bari                        | 14 | 16 | 6  | 2 | 8  | 18 | 18 | 0   |
|  | 7.   | Foggia                      | 11 | 16 | 4  | 3 | 9  | 14 | 21 | -7  |
|  | 8.   | Reggina (-2)                | 5  | 16 | 2  | 3 | 11 | 14 | 28 | -14 |
|  | 9.   | Avellino                    | 1  | 16 | 0  | 1 | 15 | 1  | 54 | -53 |

Legenda:
 Ammessa agli spareggi per la promozione in Serie A.
Note:
Due punti a vittoria, uno a pareggio, zero a sconfitta.
La Reggina ha scontato 2 punti di penalizzazione per due rinunce.
L'Apulia Bitonto ha scontato 1 punto di penalizzazione per una rinuncia.
Il Messina, l'Ars Nova Fasano, il Foggia, la Reggina e l'Avellino hanno successivamente rinunciato al campionato di Interregionale.

## Finali per il titolo

### Semifinale A

#### Classifica finale
|  | Pos. | Squadra      | Pt | G | V | N | P | GF | GS | DR  |
|  | ---- | ------------ | -- | - | - | - | - | -- | -- | --- |
|  | 1.   | Pordenone    | 6  | 4 | 2 | 2 | 0 | 10 | 2  | +8  |
|  | 2.   | Primule Sala | 6  | 4 | 2 | 2 | 0 | 7  | 4  | +3  |
|  | 3.   | Asti         | 0  | 4 | 0 | 0 | 4 | 6  | 17 | -11 |

Legenda:
      Promossa in Serie A e ammessa alla finale per il titolo.
Note:
Due punti a vittoria, uno a pareggio, zero a sconfitta.

### Semifinale B
Il Livorno, terzo semifinalista assegnato a questo girone, si è ritirato prima della compilazione del calendario.

#### Classifica finale
|  | Pos. | Squadra         | Pt | G | V | N | P | GF | GS | DR |
|  | ---- | --------------- | -- | - | - | - | - | -- | -- | -- |
|  | 1.   | Salernitana     | 2  | 2 | 1 | 0 | 1 | 2  | 2  | 0  |
|  | 2.   | Roma Italparati | 2  | 2 | 1 | 0 | 1 | 2  | 2  | 0  |

Legenda:
      Promossa in Serie A e ammessa alla finale per il titolo.
Note:
Due punti a vittoria, uno a pareggio, zero a sconfitta.

#### Spareggio per il primo posto
|             | Risultati |                 | Luogo e data         |
| ----------- | --------- | --------------- | -------------------- |
| Salernitana | 3 - 0     | Roma Italparati | ?, 26 settembre 1976 |
|             |           |                 |                      |

### Finale
|             | Risultati |           | Luogo e data       |
| ----------- | --------- | --------- | ------------------ |
| Salernitana | 2 - 0     | Pordenone | ?, 31 ottobre 1976 |
|             |           |           |                    |